# Сферичний сегмент

Сферичний сегмент

Сфери́чний сегме́нт (англ. spherical cap — букв. «сферична чаша») — поверхня у вигляді частини сфери, що відтинається від неї деякою площиною. Площина ділить сферу на два сегменти, менший сегмент також носить назву сферичний круг.
Якщо площина проходить через центр сфери, то висота обох сегментів дорівнює радіусу сфери s такі сферичні сегменти називають півсферами.

## Основні визначення
- Основа сферичного сегмента — це коло радіуса a, утворене при перетині сфери площиною.
- Висота сферичного сегмента (h) — найбільша відстань від січної площини (площини основи) до поверхні сегмента.
- Залежність між радіусом основи і висотою сферичного сегмента має вигляд

{\displaystyle a={\sqrt {h(2r-h)}}}.

## Площа сферичного сегмента
Площа поверхні сегмента дорівнює
{\displaystyle A=2\pi rh}
або
{\displaystyle A=2\pi r^{2}(1-\cos \theta )}.
Параметри {\displaystyle a}, {\displaystyle h} і {\displaystyle r} пов'язані співвідношеннями
{\displaystyle r^{2}=(r-h)^{2}+a^{2}=r^{2}+h^{2}-2rh+a^{2}},
{\displaystyle r={\frac {a^{2}+h^{2}}{2h}}}.
Підстановка останньої залежності у вираз для обчислення площі дає рівняння
{\displaystyle A=2\pi {\frac {(a^{2}+h^{2})}{2h}}h=\pi (a^{2}+h^{2})}.

### Площа поверхні, обмеженої колами однакових широт
Площа поверхні, обмеженої колами однакових широт (сферичного пояса), є різницею площ поверхні двох відповідних сферичних сегментів. Для сфери радіуса r і широт φ1 та φ2 дана площа дорівнює
{\displaystyle A=2\pi r^{2}\left|\sin \phi _{1}-\sin \phi _{2}\right|}.